# Фелікс Панцер

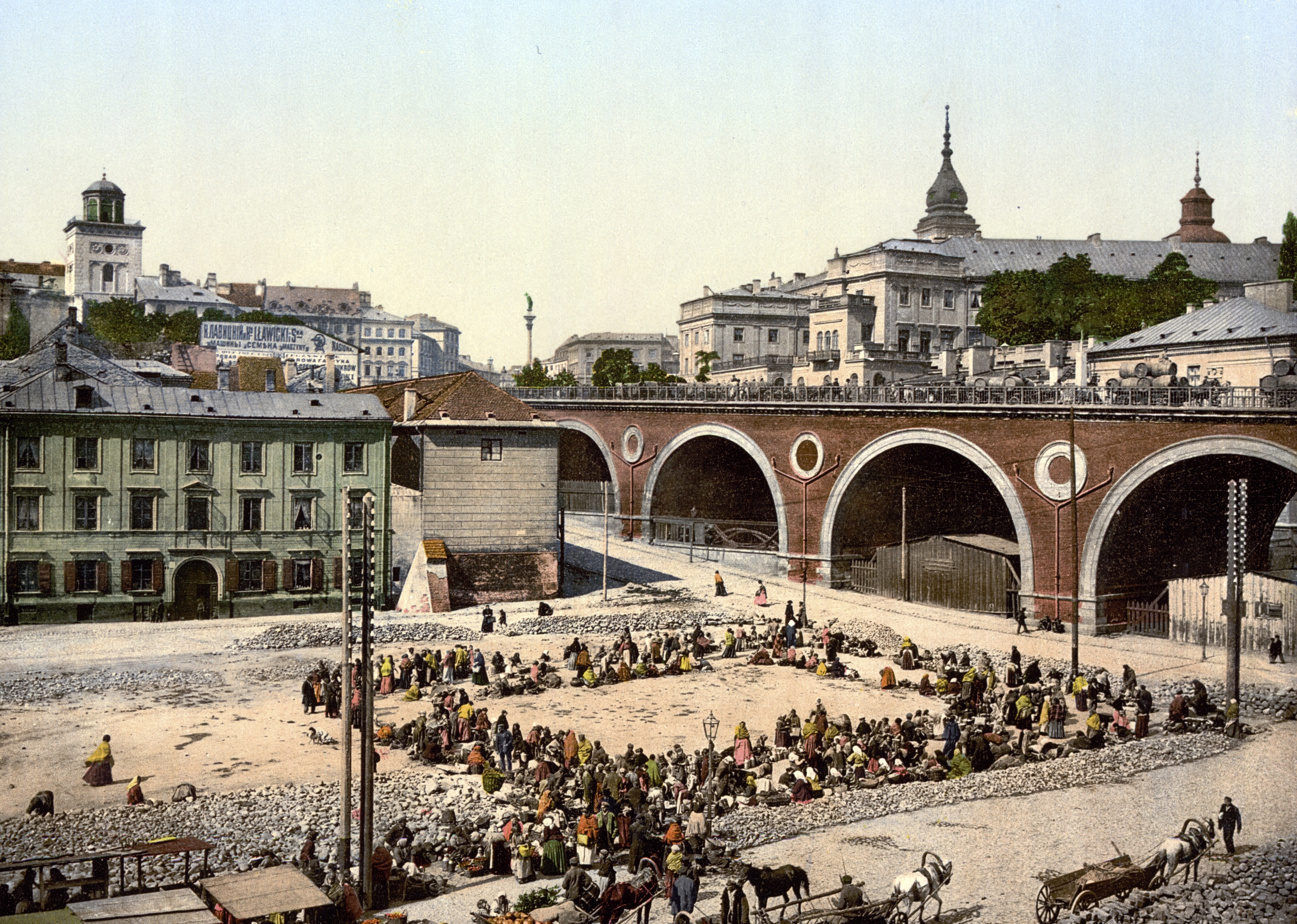
Найвідоміша споруда Панцера — однойменний віадук у Варшаві (дотепер не зберігся)

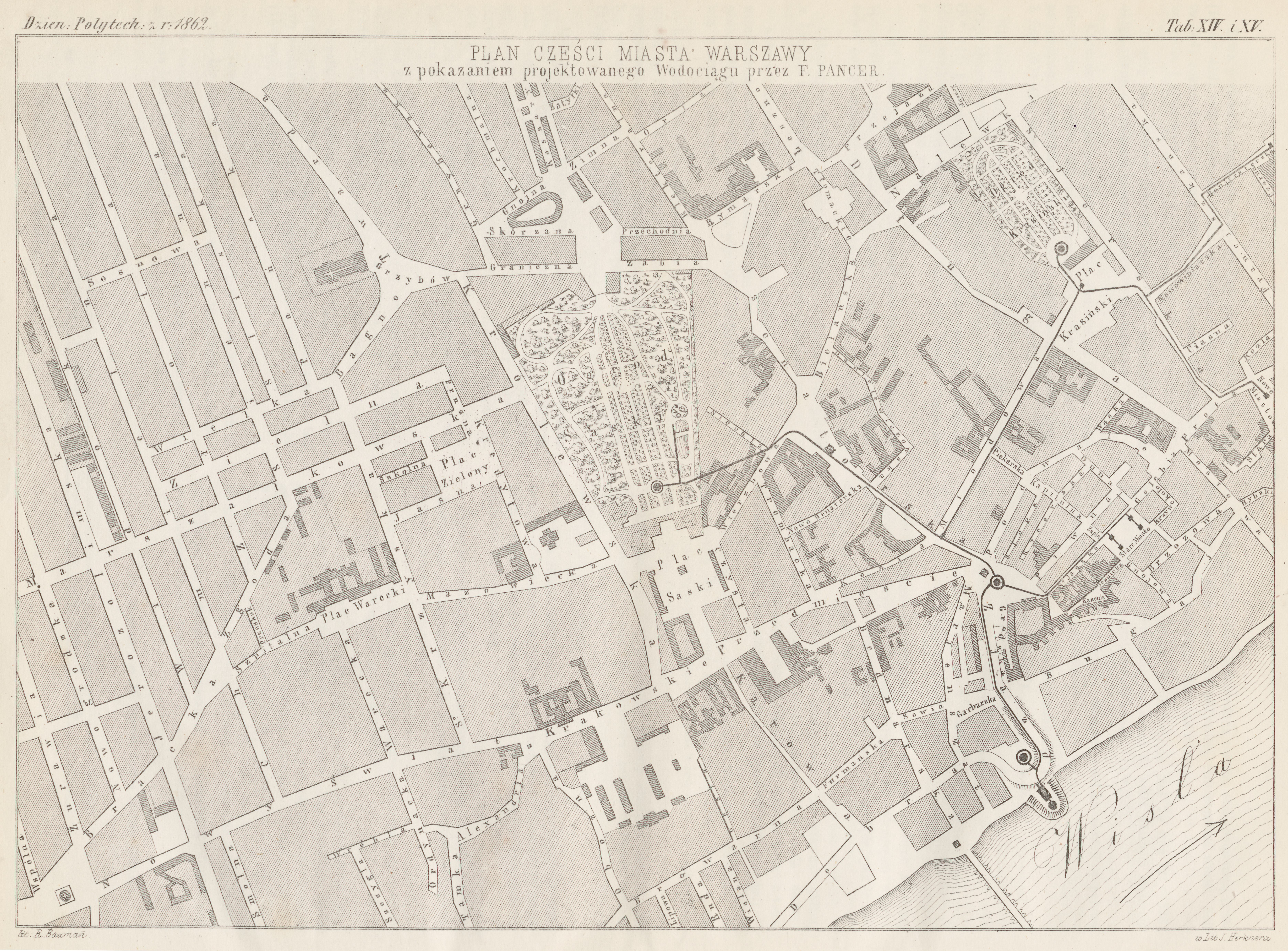
План частини міста Варшави, що показує водогін, розроблений Феліксом Панцером

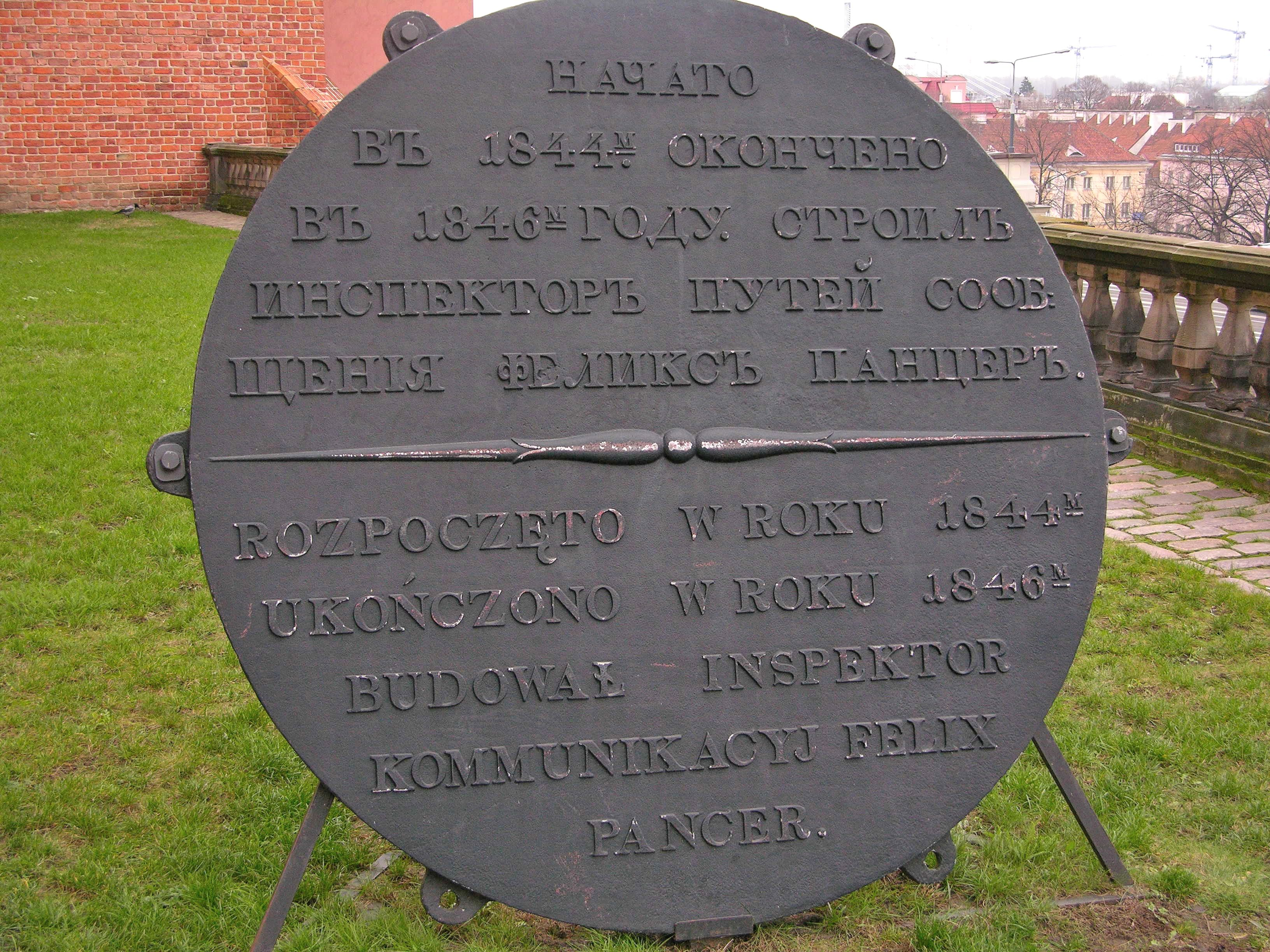
Плита біля Гродзьких воріт Королівського замку (2009)

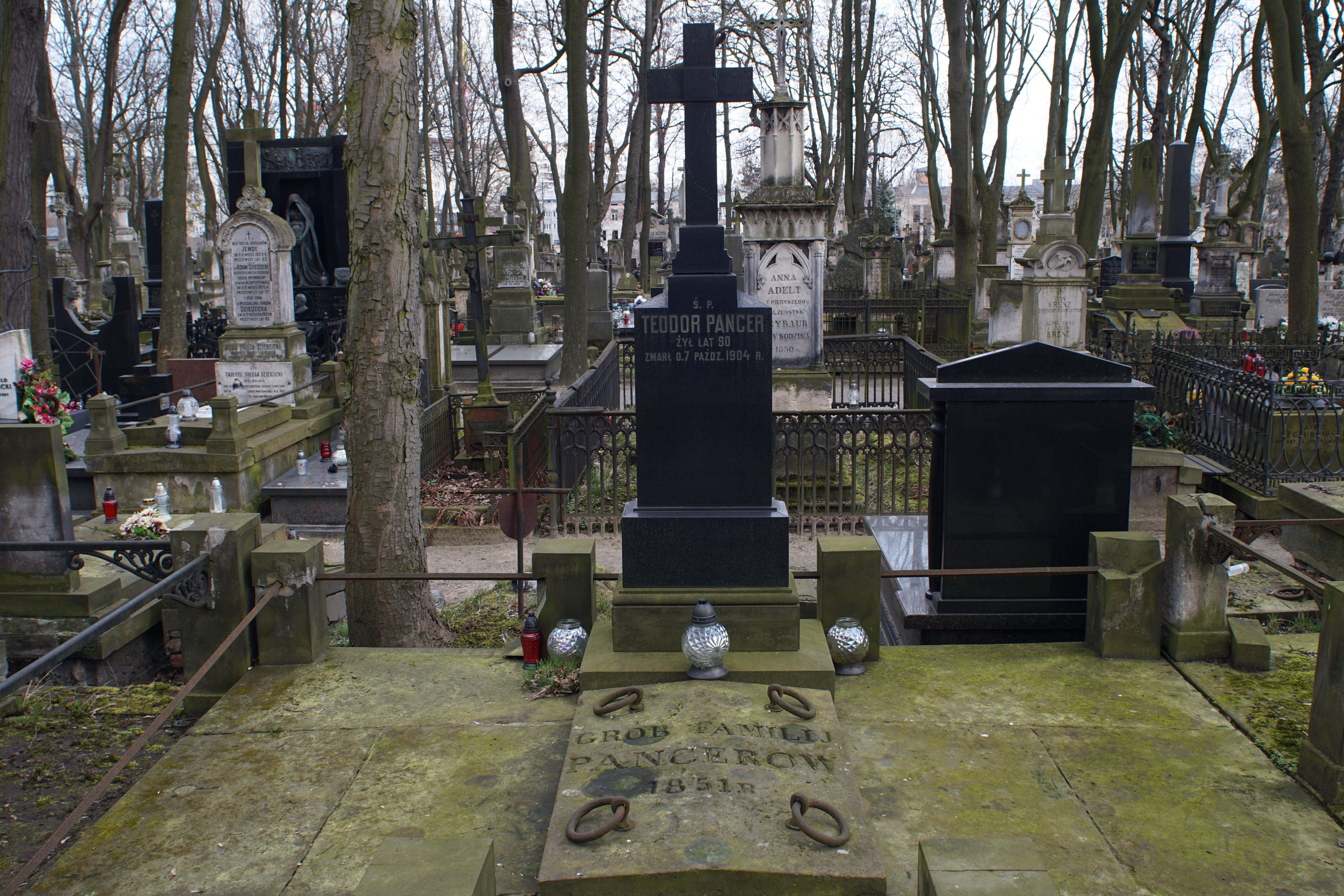
Могила Фелікса Панцера на Повонзківському кладовищі у Варшаві

Феліціан Фелікс Панцер (пол. Felicjan Feliks Pancer; 27 травня 1798, Бодзехув — 16 березня 1851, Варшава) — польський офіцер, педагог, інженер цивільного будівництва.

## Життя та творчість
Походив з дворянського роду. Освіту здобув у Вонхоцьку та Кракові, а в 1815 р. розпочав навчання в Ягеллонському університеті на філософському факультеті. У 1818 році вступив до Корпусу інженерів польської армії у Королівстві Польському. З 1818 р. брав участь у роботі над підготовкою карт Варшави та її околиць, за що в 1820 р. отримав звання лейтенанта. У 1825-1826 роках Ф. Панцер брав участь у будівництві підйомного дерев'яного мосту через річку Нарву поблизу Модлинської фортеці. У 1830 р. його було підвищено до звання лейтенанта за участь у розширенні Замойської фортеці. У той час він також спроектував однопролітний залізний міст через річку Віслу біля Варшави. Деталі цього сміливого проекту були включені у праці, опублікованій польською мовою у 1830 р.
У 1826 році Ф. Панцер став професором школи прикладних мистецтв, де до 1830 р. читав лекції з архітектури, цивільного будівництва та практичної механіки. У 1829 році отримав Орден Святої Анни за дидактичну роботу на посаді професора.
Під час будівництва Августовського каналу Фелікс Панцер організував виробництво гідравлічного зв'язуючого вапна під водою, яке використовувалося при встановленні шлюзів. У 1830 р. він залишив військову службу і почав працювати в Урядовому комітеті фінансів, а в 1832 р. — в Урядовому комітеті з питань внутрішнього, духовного та громадського просвітництва. Також у 1832 р. він став членом Будівельної ради Королівства Польського. З 1838 р. був в.о. Генерального інспектора доріг і мостів, а в 1841 р. його офіційно затвердили на цій посаді.
У 1838 р. Ф. Панцер розробив проект дерев'яного мосту через річку Вепр під Косьміном, який був побудований в 1841 р.; тоді це було найвидатнішим досягненням у будівництві мостів у Польщі. Міст характеризувався незвично великими розмірами прольоту (78 м, тоді як побудовані на той час мости мали прольоти, довжина яких рідко перевищувала 54 м) та добре продуманими деталями. Нагородою Феліксу Панцеру за це тодішнє технічне диво став Імператорський орден Святого Рівноапостольного князя Володимира.
У 1842 р. Ф. Панцер увійшов до складу новоствореного Комітету з питань зв'язку у Королівстві Польському. У 1847 р. став інспектором 13-го (Варшавського) комунікаційного округу Російської імперії. У цей період, серед інших, під керівництвом Фелікса Панцера відремонтували та модернізували кілька мостів на Віслі, зміцнили береги Вісли на лінії Варшава-Модлин.
Але його найбільше досягнення було зведене у Варшаві в 1844-1846 роках — однойменний віадук на Замковій площі. Панцер отримав за цей проект 3 000 рублів (що було еквівалентно його дворічному доходу).
У пізніші роки він готував, серед інших, проект водогону для Варшави та іншого мосту через річку Віслу біля Варшави, однак вони не були затверджені. Він також брав участь у закордонних архітектурних конкурсах; так, його проект мосту через річку Рейн в Кельні, хоча і був відхилений, все ж викликав великий інтерес у європейських інженерів.
Фелікс Панцер помер у 1851 р., похований на Повонзківському цвинтарі у Варшаві (квартал 2, ряд 4, місце 14-16).

## Сім'я
У 1826 р. Фелікс Панцер одружився з Юлією Валігорською. Їхні дочки Феліція (1832—1860) та Емілія (1827—1885) були письменницями та освітянськими активістками.

## Публікації
- Wiadomość o nowym rodzaju mostów żelaznych z zastosowaniem do rzeki Wisły pod Warszawą, Warszawa 1830.
- O budowie i konserwacji dróg bitych i zwyczajnych, 1895

Фелікс Панцер є автором 15 опублікованих статей, серед яких:
- Pamiętniku Warszawskim Umiejętności Czystych i Stosowanych
- Pamiętniku Fizycznych, Matematycznych i Statystycznych Umiejętności z Zastosowaniem do Przemysłu.

## Вшанування
- Його ім'я було надано вулиці у Варшавському районі Бялоленка (житловий масив Тархомін)[6] та мосту через річку Нарву в м. Новий-Двір-Мазовецький.
- Меморіальна дошка, встановлена в 1983 році на стіні під віадуком його авторства, напис на якій (російською та польською мовами) свідчить: «Розпочато в 1844 році. Завершено в 1846 році. Будівельник інспектор шляхів сполучення Фелікс Панцер.»[7].
- Плита, на якій польською та російською мовами вшановано пам'ять про віадук та його автора біля Міських воріт Королівського замку у Варшаві.